# Nguyên Bình (phường)
Nguyên Bình là một phường thuộc thị xã Nghi Sơn, tỉnh Thanh Hóa, Việt Nam.

## Địa lý
Phường Nguyên Bình nằm ở trung tâm thị xã Nghi Sơn, có vị trí địa lý:
- Phía đông giáp các phường Hải Hòa, Bình Minh
- Phía tây giáp xã Phú Sơn
- Phía nam giáp các phường Xuân Lâm, Trúc Lâm và xã Phú Lâm
- Phía bắc giáp các xã Hải Nhân, Định Hải.

Phường Nguyên Bình có diện tích tự nhiên 33,25 km², quy mô dân số năm 2022 là 16.310 người, mật độ dân số đạt 491 người/km². Dân cư sinh sống tại Nguyên Bình chủ yếu là người Kinh.
Đây là địa phương có tuyến đường cao tốc Quốc lộ 45 – Nghi Sơn đi qua.

## Lịch sử
Trước đây, Nguyên Bình là một xã thuộc huyện Tĩnh Gia.
Năm 2018, xã Nguyên Bình có 17 thôn. Ngày 11 tháng 7 cùng năm, Hội đồng nhân dân tỉnh Thanh Hóa khóa XVII thông qua Nghị quyết về việc sắp xếp thôn, tổ dân phố trên địa bàn tỉnh. Theo đó:
- Nhập các thôn Đào Duy Từ, Vạn Thắng 6, Vạn Thắng 7 thành thôn Vạn Thắng 1
- Nhập các thôn Vạn Thắng 8, Vạn Thắng 9 thành thôn Vạn Thắng 2
- Nhập các thôn Phố Thành, Cao Thắng 1, Cao Thắng 2 cùng một phần thôn Cao Thắng 4 thành thôn Nổ Giáp 1
- Nhập các thôn Cao Thắng 3, Cao Thắng 5 với phần còn lại của thôn Cao Thắng 4 thành thôn Nổ Giáp 2.

Sau sắp xếp, xã Nguyên Bình còn 10 thôn.
Ngày 22 tháng 4 năm 2020, Ủy ban Thường vụ Quốc hội ban hành Nghị quyết số 933/NQ-UBTVQH14 về việc thành lập thị xã Nghi Sơn và các phường thuộc thị xã Nghi Sơn (nghị quyết có hiệu lực từ ngày 1 tháng 6 năm 2020). Theo đó, chuyển huyện Tĩnh Gia thành thị xã Nghi Sơn và thành lập phường Nguyên Bình trên cơ sở toàn bộ 33,19 km² diện tích tự nhiên và 10.070 người của xã Nguyên Bình. Phường Nguyên Bình có 10 tổ dân phố như hiện nay.
Ngày 24 tháng 10 năm 2024, Ủy ban Thường vụ Quốc hội thông qua Nghị quyết số 1238/NQ-UBTVQH15 (có hiệu lực từ ngày 1 tháng 1 năm 2025); trong đó có việc chuyển 4.471 người (thuộc các thôn của xã Hải Yến bị giải thể: Đông Yến, Nam Yến, Trung Hậu, Trung Yến, Văn Yên) tái định cư tại phường Nguyên Bình bởi dự án Nhà máy lọc hóa dầu Nghi Sơn, về phường Nguyên Bình quản lý.

## Hành chính
Phường Nguyên Bình được chia thành 10 tổ dân phố: Nổ Giáp 1, Nổ Giáp 2, Phú Quang, Quyết Thắng, Sơn Thắng, Tào Trung, Thành Công, Vạn Thắng 1, Vạn Thắng 2, Xuân Nguyên.